# Yves Bonnefoy
Yves Bonnefoy (Tours, 24 de juny de 1923 - París, 1 de juliol de 2016) fou un poeta, crític i traductor francès. Va estudiar filosofia i matemàtiques i posteriorment, se l'ha reconegut com un bon traductor de William Shakespeare i de William Butler Yeats, autors amb qui es va especialitzar. De la seva vida es destaca també la tasca docent que va desenvolupar al Collège de France des de 1981 a 1993.
Yves Bonnefoy també ha escrit nombrosos assaigs sobre art i altres temes i la seva mirada sobre els artistes plàstics del segle xx és d'una gran intensitat i interès.
Era doctor honoris causa per les universitats d'Oxford, Chicago i Siena.

## Obres publicades
- Du mouvement et de l'immobilité de Douve (1953) –obra traduïda al català per Eduard J. Verger: Del moviment i de la immobilitat de Douve (Ed. Alfons el Magnànim, València, 1996)-
- Hier régnant désert (1958) -alguns poemes d'aquesta obra traduïts per Eduard J. Verger en la revista Reduccions, núm. 45 (1990)-
- Pierre écrite (1965) -obra de la qual Jordi Parramon va traduir alguns poemes per a la Poesia francesa contemporània (1987)
- Les taules corbes, traducció d'Ona Rius (Pagès Editors, 2006)
- Dans le leurre du seuil (1975)
- Ce qui fut sans lumière (1987) -un dels poemes d'aquesta obra, "El record", traduït per Eduard J. Verger en Reduccions, núm. 45 (1990)
- Là où retombe la flèche (1988)
- Début et fin de la neige (1991) (Principi i fi de la neu. El Gall Editor, 2006)
- La vie errante (1993)